# Tofu

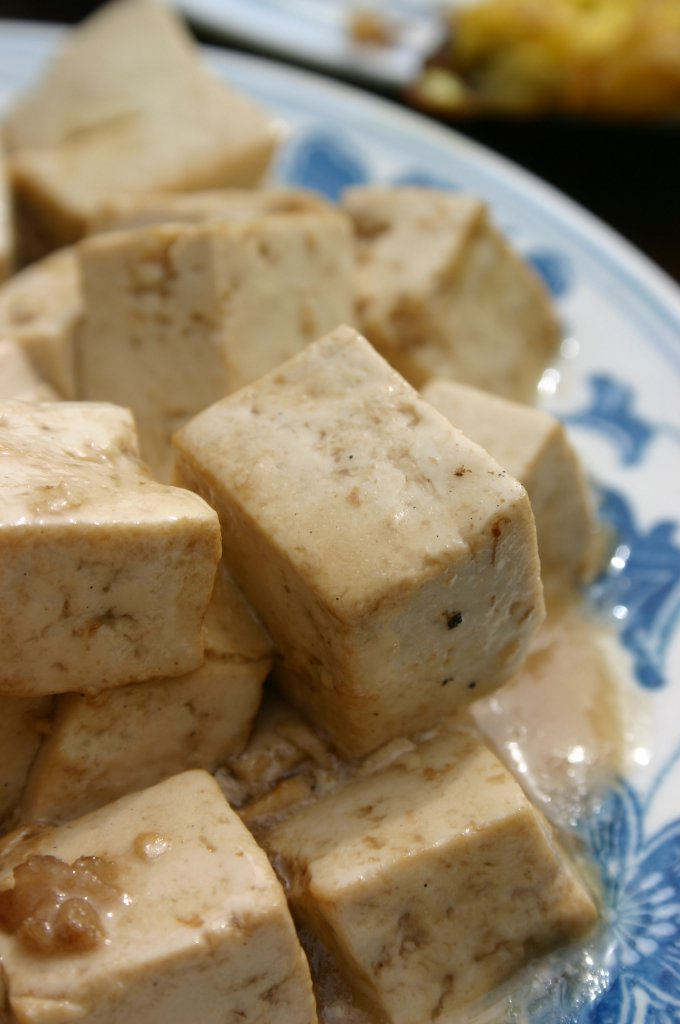
Bloc de tofu presentat en daus. Xina

El tofu (en caràcters xinesos 豆腐 o 荳腐, del japonès tōfu, que té el seu origen en el terme xinès dòufu, compost per 'fesol' 豆 i 'quallat' o 'fermentat' 腐) és un aliment popular a arreu del món, que s'obté a partir del quall (en general fet amb nigari) de la llet de soia (tonyu), en un procediment equiparable a l'obtenció del formatge de llet. Així, s'obté una mena de formatge blanc i poc odorant, que es presenta de diverses formes (en blocs fresc, assecat, fumat, barrejat amb salsa de soia, etc.).
És un component tradicional de les cuines d'Àsia oriental i del sud-est asiàtic, i s'ha consumit a la Xina des de fa més de 2.000 anys. A la cuina occidental moderna, sovint es tracta com un substitut de la carn i molts vegetarians el consumeixen per la seva important aportació proteica i d'aminoàcids essencials.
Conté un alt percentatge de calci i proteïnes. Nutricionalment, el tofu és baix en calories, tot i que conté una quantitat relativament gran de proteïnes. Té un alt contingut en ferro, i pot tenir un alt contingut en calci o magnesi segons els coagulants (per exemple, clorur de calci, sulfat de calci, sulfat de magnesi) utilitzats en la fabricació.
El seu gust i textura és molt suau i es pot emprar tant per en plats salats (llesques fregides, per exemple) com dolços. També es fa servir per a fer salses. En general, s'aconsella, tanmateix, salar-lo una mica, per a fer-lo més digestiu.

## Història del tofu
La història del tofu comença a la Xina, amb la dinastia Han (179-122 aC). La seva creació s'atribueix a Liu An, un noble que hauria descobert la coagulació de la llet de soia per accident. La popularitat de l'aliment va créixer ràpidament a la Xina, on es va convertir en un aliment bàsic en gran part gràcies als monjos budistes, que el consideraven un substitut de la carn en la seva dieta vegetariana.
Més endavant, durant la dinastia Tang (618-907 dC), el tofu ja estava profundament arrelat a la gastronomia xinesa i va ser aleshores quan es va començar a expandir cap a altres regions de l'Àsia. Aquests intercanvis culturals van permetre que el tofu arribés al Japó i Corea, on es va adaptar a les cuines tradicionals de cada país. Va ser al Japó, durant l'era Edo (1603-1867), quan el tofu va adquirir el nom que coneixem avui dia i es va començar a produir a gran escala. En la cultura japonesa es va convertir en un aliment de culte, present en cerimònies i rituals, utilitzat com a ingredient principal i com a acompanyament en plats com la sopa de miso. A Corea també va ser integrat i actualment forma part de molts plats tradicionals del país.
A Occident, el tofu no es va popularitzar fins al segle xx, a partir del contacte amb les comunitats asiàtiques. Als Estats Units, el seu ús va començar a agafar força amb els moviments vegetarians i vegans de la dècada de 1960-1970, quan l'interès per les fonts de proteïna vegetals va créixer degut als moviments per una alimentació més saludable i ètica. D'aquesta manera, el tofu va ser introduït a la gastronomia occidental com una alternativa saludable i sostenible.
Avui dia, trobem el tofu en pràcticament totes les cuines internacionals, ja que és valorat per la seva capacitat d'absorbir sabors i la seva versatilitat. També és reconegut com un aliment amb un baix impacte ambiental i un alt valor nutritiu gràcies a la seva riquesa en proteïnes, ferro i calci i es pot adaptar tant a receptes tradicionals com a versions més modernes que l'utilitzen com ingredient clau per a una dieta equilibrada.

### El tofu a Espanya
A Espanya, el tofu es va començar a fabricar l'any 1962, quan una família d'origen xinès es va establir al país i en va iniciar la producció artesanal. Durant més de dues dècades, aquest tofu va estar destinat principalment a la comunitat asiàtica i al Cos Diplomàtic establert a Espanya.
A mitjans dels 60, es va començar a comercialitzar als primers supermercats i en restaurants d'alta gastronomia, que van fer del tofu un ingredient més conegut. Aquesta distribució es va anar estenent, incorporant-se també en botigues selectes i altres espais culinaris. A partir de la dècada dels 80, coincidint amb l'augment de l'interès per l'alimentació saludable, el tofu es va començar a introduir en altres cadenes de distribució i botigues, de manera que la seva popularitat va créixer també entre el públic espanyol.
Actualment, trobem tofu a la majoria de supermercats del país, ja que s'ha consolidat com un aliment de consum habitual en dietes vegetarianes, veganes i com a substitut saludable de les proteïnes animals.

## Producció
El tofu s'aconsegueix coagulant la llet de soia i premsant el quall obtingut. Encara que s'hi pot utilitzar llet preparada, la majoria de productors de tofu obtenen la seua pròpia llet de soia remullant, triturant, bullint i assecant la soia.
Podem classificar la seva producció en 4 apartats principals:

### 1. Remullar, triturar i cuinar la soia
La producció del tofu comença remullant i triturant les llavors de la soja. Per reduir el gust de fesol i millorar el producte final, usualment s’extreu la beina, i sovint també es tracten les llavors amb bicarbonat sòdic. El remull es pot fer en aigua temperada entre 9-10 hores, o en aigua calenta, durant 4-6 hores. Posteriorment es trituren les llavors. Com més triturades, millor s’extreuen les proteïnes. Al final, es cuina el producte entre 100 °C i 110 °C, de 3 a 10 minuts. Aquest procés ajuda a suavitzar el gust, ja que inactiva l’enzim lipoxigenasa, responsable del gust de soja.

### 2. Separar la llet de soia
Un cop tenim les llavors triturades i cuinades, s’ha d’obtenir la llet de soja separant-la de la polpa, coneguda com a okara en japonès. La separació es pot dur a terme mitjançant diverses tècniques, com filtració o centrifugació. Depenent de la concentració de residu sòlid en la llet, la textura del producte final variarà.

### 3. Coagular la llet de soia

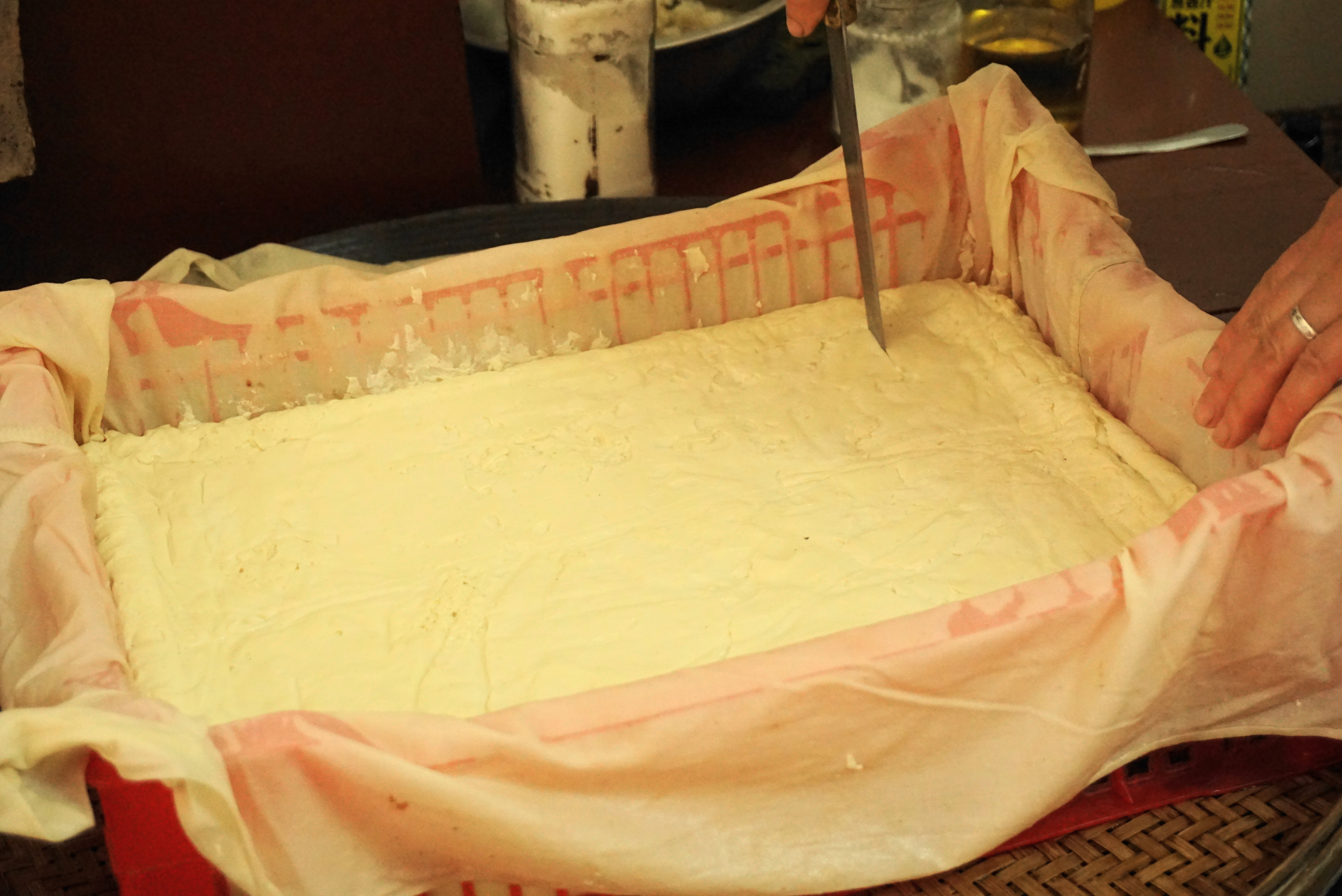
Procés tradicional de coagulació de la llet de soja per fer tofu.

La coagulació és un pas molt important en la producció del tofu. Quan s’afegeix el coagulant a la llet de soja, la proteïna i els lípids presents s’agrupen formant grumolls. Depenent del tipus de coagulant utilitzat, el resultat pot variar.

#### Coagulant
S'empren tres tipus de coagulants per a la producció de tofu. D'una banda, àcids com l'àcid cítric, àcid làctic, àcid tartàric, àcid màlic o àcid glucònic; d'altra banda, sals com el clorur de calci, sulfat de magnesi o lactat de calci; i també, enzims com la quimosina, papaïna o MTGase. Cada un d'aquests actua amb un mecanisme diferent, en què les proteïnes s'agreguen via proteïna-proteïna i proteïna-aigua que s'entrecreuen en gels amb una estructura de panell aleatòria o regular.
Pel que fa als coagulants àcids, proporcionen ions d'hidrogen que redueixen el pH al punt isoelèctric nominal de la proteïna de la soia, la qual cosa produeix la precipitació isoelèctrica de la proteïna. En relació amb les sals, existeixen quatre teories que podrien explicar-ho, però cal més investigació perquè cap de les teories respon completament a la coagulació del tofu.
Tradicionalment, s'ha usat l'àcid δ-gluconolactona, amb una concentració de 0,6%, que es dissol en aigua freda i s'afegeix a la llet de soia calenta. El tofu resultant és suau, compacte i lleugerament àcid. El tofu coagulat amb un àcid orgànic (com el cítric, tartàric o màlic) en una concentració de 0,1-0,18 g per 100 ml de llet de soia també mostra bones propietats físiques.

### 4. Premsar el tofu
Després d’haver quallat la llet es drena parcialment el sèrum, facilitant que es compacti durant el premsatge. El quall es posa en un recipient rectangular, que li donarà la forma típica del tofu, juntament amb una estopeta per fer formatge. Es col·loca una tapa sobre el motlle i s’aplica pressió per compactar el tofu i expulsar l’excés de líquid. Això es fa mentre el tofu encara està calent, entre 70 °C i 80 °C, fent que el resultat sigui més uniforme. Un cop tenim el tofu fet i acabat, moltes vegades s’hi diposita en un recipient amb aigua freda, per substituir el sèrum residual amb aigua, reduint el gust amarg i millorant la textura final.

## Varietats
Tant en el mercat occidental com en l'oriental, existeix una gran diversitat de tipus i sabors de tofu. Malgrat la multitud d'opcions disponibles, els productes de tofu poden classificar-se en dues categories principals: el tofu fresc, obtingut directament de la llet de soja, i el tofu processat, derivat del tofu fresc. Tot i que el procediment de fabricació, a grans trets, és similar, hi ha diferents tipus de tofu que es classifiquen segons la seva fermesa i contingut d'aigua. A més, la producció de tofu genera importants subproductes que són utilitzats en diverses cuines.

### Tofu sedós o tipus japonès

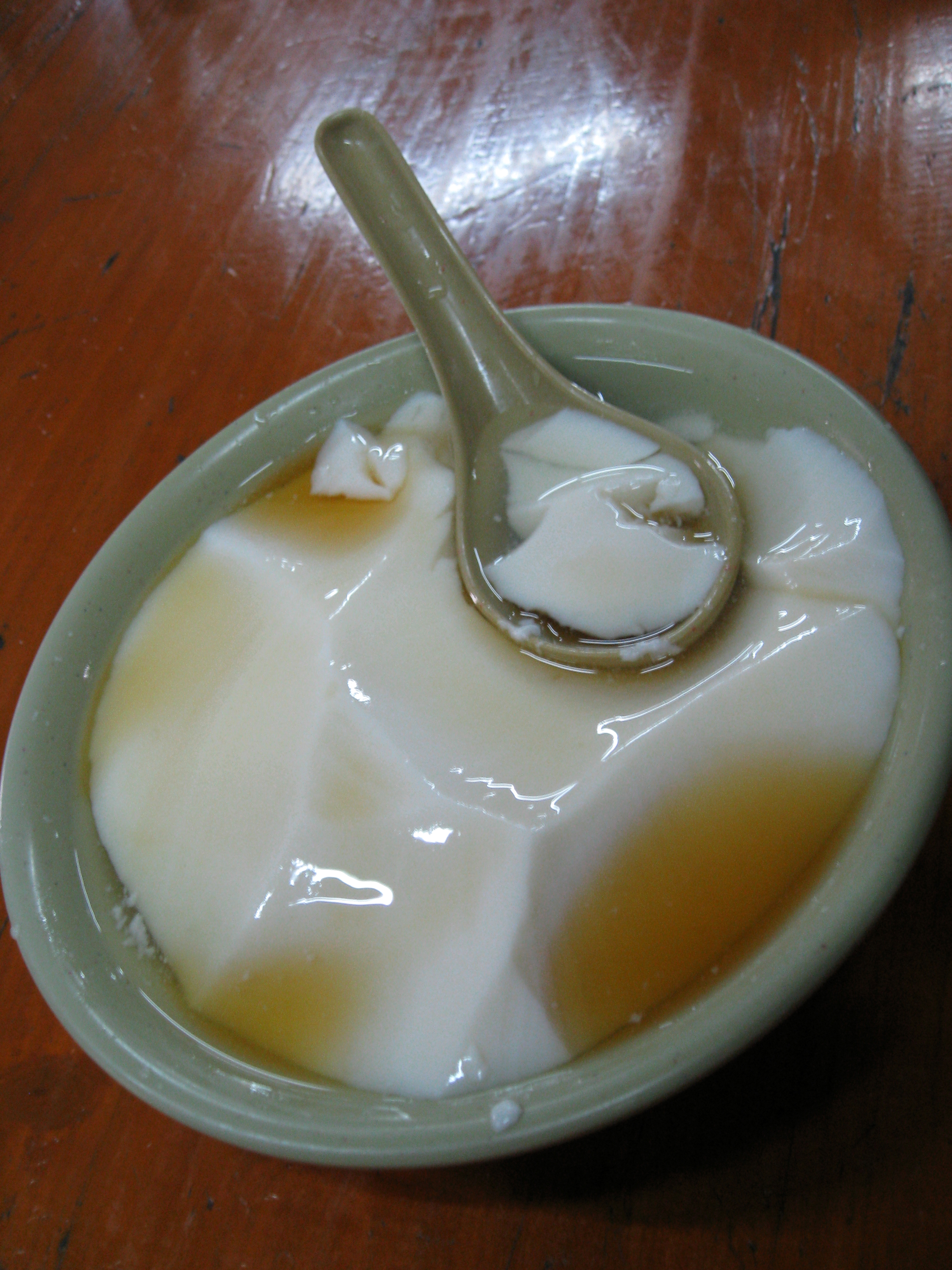
Plat de tofu sedós.

Amb una textura delicada i cremosa, gairebé com la d'un iogurt, aquest tofu és el més suau de tots. El seu alt contingut d'aigua ho fa especialment versàtil. A diferència del tofu tradicional, la seva coagulació és menys intensa, resultant en una consistència més líquida. Ideal per a rebosteria, en substitució d'ingredients d'origen animal com l'ou, o elaboració de salses, aquest tipus de tofu se sol trobar en botigues especialitzades en productes vegans i asiàtics.

### Tofu ferm
El tofu ferm (老豆腐 lǎo dòufu en xinés; 木綿豆腐, momendōfu en japonès, 'tofu de cotó-en-pèl') es el tipus més habitual i versàtil de trobar, la seva estructura permet participar en multitud de camps culinaris. Es caracteritza per tenir una textura sòlida i consistent, i normalment se sol trobar en forma bloc segons l'envàs que l'emmagatzema. És un excel·lent substitut de la carn per la seva textura com pel seu alt contingut en proteïnes d'origen vegetal.

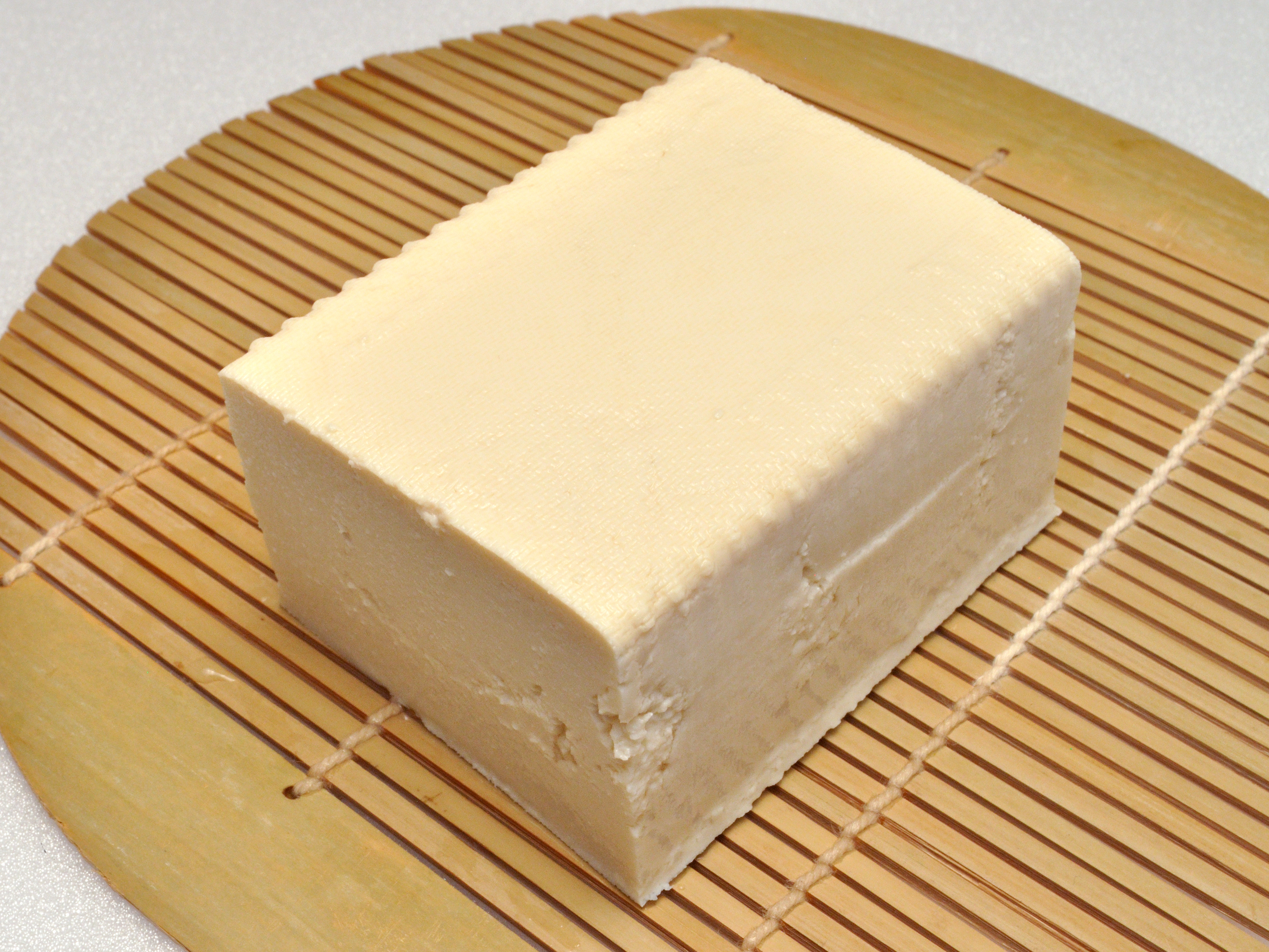
Bloc de tofu ferm.

### Tofu suau
El tofu suau (silken tofu, en anglès) (嫩豆腐 o 滑豆腐, nèn dòufu o huá dòufu en xinès, tofu suau o tofu llis 絹漉し豆腐, kinugoshi tōfu en japonès 'tofu sedós'; 순두부, 純豆腐, sundubu en coreà, 'tofu pur') és tofu sense escórrer que conté la màxima quantitat d'humitat de tots els tofus frescs. Al Japó i a la Xina, el tofu tradicional es fa amb aigua del mar.

### "Tofu sec" xinés
El Dòu gān (豆干, literalment 'tofu sec' en xinés) no ha estat assecat malgrat el seu nom, però sí que és una varietat molt ferma de tofu, amb una gran quantitat de líquid extret. El dòu gān conté la mínima quantitat d'humitat dels tofus frescs.
Dins d'aquests dos tipus principals, podem trobar diferents varietats:

### Extratou
El tofu tou gelificat sense premsar amb sal amarga es diu sun-dubu (순두부; "tofu suau") en coreà. La llet de soia es barreja amb aigua de mar o aigua salada, perquè qualli. La quallada queda solta i tova. El sun-dubu recentment fet es menja bullit amb poc o cap condiment. El sundubu manufacturat sol vendre's en tubs. També és l'ingredient principal del sundubu-jjigae (순두부찌개; "guisat de tofu suau").
Encara que la paraula sun en sun-dubu no té un origen sino-coreà, sun-dubu sol traduir-se al xinès i al japonès utilitzant el caràcter xinès 純, la pronunciació del qual en coreà és sun i el seu significat és pur. Així, a la Xina, el sun-dubu es diu chún dòufu (純豆腐; "tofu pur"), i al Japó, es diu jun-tōfu (純豆腐) o sundubu (スンドゥブ).

### Tofu extraferm
És el tofu que té menys quantitat d'aigua, cosa que es veu reflectida en la seva textura i per això és un substituent perfecte de la carn en multitud de plats. És difícil que absorbeixi el marinat, però a canvi és el que millor funciona en saltejats o per a cuinar a la planxa, sense necessitat de passar per un procés d'escorregut.

### Tofu fumat
Aquest tipus te un sabor fumat intens per la seva preparació. Encara que pots cuinar-lo, el tofu fumat s’utilitza cru, en amanides o en entrepans. La seva textura és ferma i recorda una mica a un formatge semicurat.

### Tofu saboritzat
Es aquell tipus que presenta diferents sabors aconseguits amb la incorporació d'additius, com l'all, el gingebre o les herbes, i està llest per a usar.

### Tofu fermentat
Té un sabor més fort i umami, cosa que li dona familiaritat amb el formatge. És ideal per a afegir profunditat de sabor als plats.

#### Tofu pudent
Tofu pudent (del xinès: 臭豆腐; pinyin: chòu dòufu) és un tipus de tofu fermentat amb salmorra, caracteritzat per l'olor forta, però és un aperitiu molt estès per la Xina i Taiwan pel seu toc saborós.
Altres varietats menys comunes, segons el procés de cuinat inclouen:

### Yaki tofu
Tofu cuinat a la planxa, amb una textura lleugerament cruixent per fora i suau per dins. D'aquesta manera s'utilitza per a plats com el shabu shabu, el sukiyaki o diferents tipus de nimono (guisats).

### Aburaage
Tofu tallat en fines làmines i fregit, per a preparar inarizushi, com a ingredient del kitsune udon o kitsune soba i tallat en juliana per a afegir a brous.

### Atsuage
És el tofu tallat en rodanxes gruixudes i fregit. El tofu queda fregit i daurat en l'exterior i tou a l'interior. S'utilitza idealment per a emplenar o en plats com els nimono (guisats) i en el oden.

### Ganmodoki
Tofu barrejat amb altres ingredients com verdures, marisc, algues, bolets, etc, formant boles (bunyols) que es fregeixen. Pot menjar-se amb salsa de soia o afegir-se a guisats.

## Fermentació del tofu

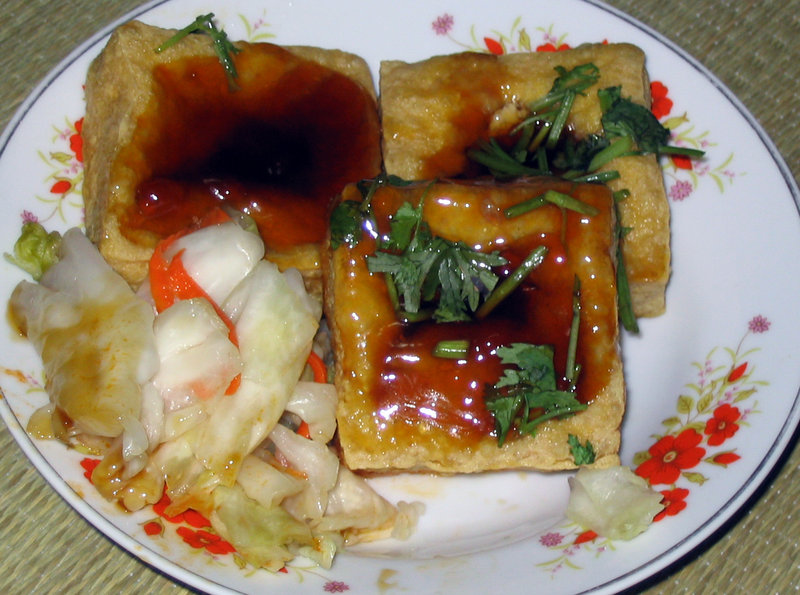
Tofu pudent (fermentat)

Normalment, el tofu no passa per cap procés de fermentació. S'elabora coagulant a llet de soia amb agents com el sulfat de calci o el clorur de magnesi, i es premsa per formar un bloc compacte, sense fermentació.
En canvi, el tofu fermentat sovint anomenat tofu pudent o tofu conservat, es prepara aplicant un procés de fermentació amb bacteris, floridures o llevats. Primer es premsa i es talla en daus que després es submergeixen en una salmorra amb sal, vi d'arròs i espècies. Aquesta barreja promou el creixement de microorganismes que fermenten el tofu, donant-li un sabor i aroma intensos i una textura cremosa. La fermentació enriqueix també el tofu amb probiòtics i millora l'absorció dels nutrients.

### Procés de fermentació

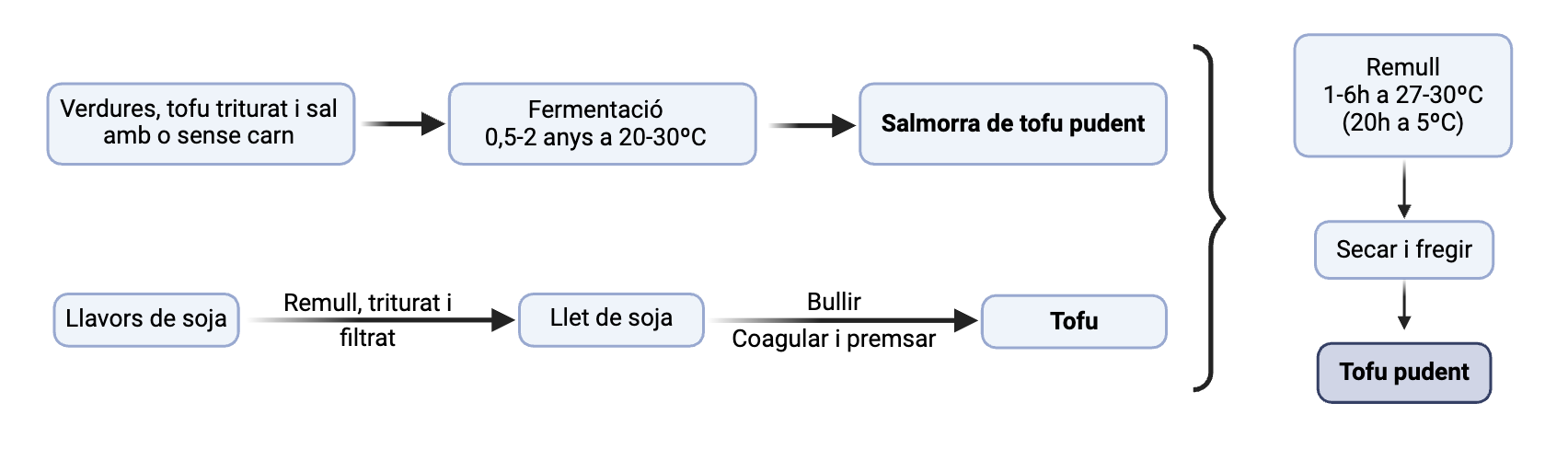
Esquema de la fermentació del tofu

El tofu pudent es prepara submergint blocs de tofu en una salmorra fermentada, que pot contenir verdures com l'amarant espinós, brots de bambú o carabassa, amb opcions que incorporen carn o tofu triturat per enriquir la barreja. Aquesta salmorra és el mitjà en què els microorganismes proliferen i creen les condicions per a la fermentació.
Durant aquest procés, diversos tipus de bacteris i llevats hi juguen un paper fonamental. Entre els microorganismes principals es troben els bacteris de l'àcid l'actic i espècies del gènere Bacillus, com B. subtillis, B. megaterium, B. polymyxa i B. pumilus. També s'hi poden trobar altres bacteris dels gèneres Enterococcus, Lactococcus i Streptococcus, juntament amb microorganismes com Paraeggerthella i Eggerthella, coneguts per la seva participació en la producció de compostos específics que intensifiquen el sabor del tofu pudent.
Aquesta fermentació és un procés alcalí, on l'amoníac es forma per desaminació d'aminoàcids en condicions de pH neutre o alcalí. Aquest amoníac, juntament amb el diòxid de carboni que es produeix durant la fermentació, penetra en el tofu durant el temps en salmorra, i posteriorment s'evapora durant la cocció, conferint una textura esponjosa i porosa a la seva superfície. A més, el tofu pudent conté compostos volàtils que contribueixen a l'aroma característic, com diferents àcids grassos (butanoic, pentanoic, heptanoic, octanoic) i compostos sulfurats.

### Beneficis de la fermentació
La fermentació del tofu aporta nombrosos beneficis, no només nutricionals, sinó també sensorials i estructurals:
1. Augment de compostos bioactius i millora sistema immunitari: amb la fermentació, les isoflavones (com la diazina i genistina) es transformen en aglicons, que són formes més biodisponibles i amb major activitat antioxidant. Aquests compostos ajuden a combatre els radicals lliures i redueixen l'estrès oxidatiu, relacionat amb malalties cròniques i l'envelliment. Els processos fermentatius també produeixen altres compostos com àcids fenòlics, vitamines B, àcids grassos i pèptids bioactius amb propietats anticanceroses, antiinflamatòries i neuroprotectores, que reforcen la salut cardiovascular i el sistema immunitari.[35][36]
2. Reducció de colesterol i control de la glucèmia: els compostos fermentats afavoreixen la regulació dels nivells de colesterol, la reducció del colesterol LDL i el control de la glucèmia, fet que pot ser útil en la prevenció de la diabetis i l'obesitat.[36]
3. Millora del sabor i la digestibilitat: al reduir compostos amargs i olors no desitjats (com ara l'hexanal), la fermentació atenua el "sabor a fesol" típic del tofu. Alhora, els enzims generats durant la fermentació degraden les proteïnes a aminoàcids, augmentant la solubilitat i facilitant l'absorció cosa que fa que el tofu fermentat sigui més fàcil de digerir.[35][36]
4. Augment de la capacitat de retenció d'aigua i textura: la fermentació afavoreix una estructura més ferma i homogènia que reté més aigua, millorant així la textura del tofu en plats cuinats i creant una sensació a la boca més suau i consistent.[35][36]
5. Compostos aromàtics beneficiosos: en fermentar, es generen compostos volàtils (com el d-limonè i àcids grassos de cadena curta) que donen al producte un perfil aromàtic complex i atractiu. Això fa que el tofu fermentat sigui popular en plats tradicionals i s'adapti a la gastronomia moderna, pel seu aroma més intens i el seu perfil nutricional millorat.[35]

## Nutrició i salut
El tofu és un aliment molt complert, amb una gran varietat de propietats, a nivell nutricional, que el fa una gran font de proteïnes, antioxidants, ferro, etc. entre d'altres, gràcies a la seva composició.

### Proteïnes
El tofu té una alta quantitat de proteïnes, gràcies a les proteïnes de la soia amb la que s'elabora el tofu.  Aproximadament, la quantitat de proteïna que trobem en les diferents variants del tofu es d'un 10,7% per a tofu ferm i un 5,3% per a tofu suau, amb un 5% i un 2% de greix respectivament, com a fracció màssica. La major part de la massa de tofu és aigua, normalment entre el 76% i el 91%.
Els dos components principals de la soia importants en l'elaboració del tofu són el component 11S, que conté glicinina, i la subunitat 7S, que conté hemaglutinines, lipoxigenases, β-amilasa i β-conglicinina. Els components principals de la proteïna de soia, en les dues fraccions que constitueixen el 65-85 per cent de les proteïnes de la soia, inclouen la glicinina i la β-conglicinina. Aquesta proteïna consta de moltes subunitats diferents, que són sensibles a la calor, el pH i la força iònica i es distribueixen de manera desigual entre les fraccions solubles i en partícules a causa de la interacció hidròfila i hidròfoba a causa de la composició d'aminoàcids.
La proteïna de la soia conté tots els aminoàcids essencials per als adults, el que la fa l'única proteïna d'origen vegetal amb una qualitat del 100 per cent, equiparable fins i tot a la de les proteïnes d'origen animal i, per tant, la fa molt important en aquells adults que segueixen una dieta vegeteriana.

### Al·lèrgies
Com que està fet de soia, classificada dins de la família dels llegums, aquelles persones amb al·lèrgies als llegums no haurien de consumir tofu (aquesta al·lèrgia pot provocar símptomes cutanis, digestius i respiratoris). Aquesta al·lèrgia és molt comuna en infants, on en el primer contacte amb aquesta desenvolupen la malaltia, però amb el temps, amb una dieta estricta excloent aquests aliments, superen aquesta al·lèrgia. És per això que són al·lèrgies comunes en infants però no tant en adults (a excepció dels cacauets).

### Medicina tradicional xinesa
El tofu es considera un agent refrescant en la medicina tradicional xinesa. Es diu que vigoritza la melsa, reomple el txii (força vital), humiteja i refresca el yang i desintoxica el cos. Tanmateix, no hi ha proves científiques que donin suport a aquestes afirmacions, ni les seves nocions implícites.

### Química
El tofu s'elabora amb llet de soja, que és un líquid/solució col·loide tèrbol. L'estructura del tofu està relacionada amb els components de la llet de soja, especialment els components col·loides com les partícules de proteïnes i els glòbuls d'oli. El contingut de partícules de proteïnes augmenta amb l'augment de la proporció de globulina en la soja. Les varietats de tofu resulten de l'addició de coagulants a diverses concentracions.
Valor nutricional i propietats
El tofu aporta un alt contingut nutritiu a més de ser baix en calories i greixos;  
| Caloríes (KCal) | Greixos (g) | Hidrats de carboni (g) | Proteïnes (g) | Ferro (mg) | Calci (mg) | Potassi (mg) |
| --------------- | ----------- | ---------------------- | ------------- | ---------- | ---------- | ------------ |
| 76              | 4,8         | 1,9                    | 8             | 5,4        | 350        | 121          |

- Greixos. Els greixos del tofu es considera que són saludables, conté lectina que a més ajudarà a controlar els nivells de colesterol.[46]
- Hidrats de carboni (baix en carbohidrats). A més també conté fibra (0,3 g),  que ajudarà a regular el trànsit intestinal, tot i que també son baixes quantitats.
- Proteïnes. L'aportació proteica és alta, el que dona un benefici per tal d'ajudar a la regeneració de teixits i desenvolupament muscular. A més, és un dels pocs aliments que conté tots els aminoàcids essencials que el cos necessita per sintetitzar proteïnes.[42]
- Ferro. El ferro ajuda en la formació dels glòbuls vermells o eritròcits i l'hemoglobina que aquests contenen per tal de transportar oxigen des dels pulmons a la resta de l'organisme. Això, per tant, ajuda a mantenir un metabolisme energètic normal [47]
- Calci. L'aportació de calci ajudarà a formar i protegir ossos i dents sans.[48][49]
- Potassi. La soja és un dels aliments amb major aport de potassi, el que ajudarà per tant a un bon funcionament de gran part dels òrgans del cos humà (com per exemple els ronyons).[50]
- Antioxidants. El tofu té un alt contingut d'antioxidants que tenen múltiples beneficis, com ara la disminució de l'estrès oxidatiu, la prevenció d'algunes malalties cardiovasculars i propietats antiinflamatòries (per tant, el seu consum regular por ajudar a un benestar general)[51]

## Microbiota associada al tofu
El tofu, un producte alimentari elaborat a partir de la coagulació de llet de soia, pot estar associat a diferents microorganismes durant la seva producció i emmagatzematge. Aquests microorganismes inclouen des de bacteris, fins a diferents tipus de fongs que poden influir en la seva qualitat i seguretat.
La microbiota present durant la fermentació o producció contribueix a l’acidificació i desenvolupament de sabors i textures (propietats organolèptiques). Hi ha diversos grups de microorganismes que s'hi poden trobar: bacteris de l’àcid làctic, com ara espècies de Lactobacillus, Leuconostoc o Pediococcus; bacteris proteolítics i lipolítics, que descomponen proteïnes i greixos a partir d’acció enzimàtica conferint al tofu característiques olfactives (Bacillus spp.); llevats i fongs filamentosos, com ara espècies de Saccharomyces, Candida o Mucor.
La microbiota durant l'emmagatzematge és important en aquells tipus de tofu que contenen major contingut d’aigua i un pH neutre. Si no hi ha una bona manipulació s'hi poden desenvolupar bacteris ambientals com ara espècies de Pseudomonas, Enterobacter o Staphylococcus, i llevats i fongs filamentosos com ara espècies d'Aspergillus o Penicillium.
Microbiota beneficiosa i seguretat. En condicions controlades, la microbiota pot ser beneficiosa com succeeix a la fermentació. No obstant això, també existeix el risc de contaminació amb microorganismes patògens com:
- Escherichia coli, bacteri propi de la microbiota intestinal de l’ésser humà i altres animals de sang calenta. Encara que no es un patogen primari hi ha soques qualificades com E.coli patogènic, que pot causar greus infeccions. Un exemple es la soca O157:H7. L’infecció o colonització del producte es dona per una zoonosis originada per contaminació fecal o mal higiene en alguna part del procés d’industrialització.[57]
- Listeria monocytogenes, causant de la malaltia listeriosis transmesa pels aliments. Es un bacteri propi de sols i aigües. Aquesta pot trobar-se en multitud d’aliments crus, processats i  produïts amb llet no pasteuritzada. Listeria monocytogenes te una característica que la distingeix de la resta de patògens i es que pot  colonitzar ambients refrigerats, cosa que comporta controls extres per prevenir-ne la presència.[58]
- Salmonella spp. , bacteri gramnegatiu, font principal de malalties d’intoxicació alimentària (patogen primari) arreu del món. Principalment el grup de Salmonella enterica subsp. enterica.[59]

El control adequat durant la producció i emmagatzematge del tofu és essencial per a garantir la seva qualitat i seguretat microbiològica.

## Seguretat alimentària del tofu
El tofu, com qualsevol aliment, pot estar exposat a riscos microbiològics si no és tractat adequadament. És per això que s'han d'aplicar uns controls d'higiene i seguir unes bones pràctiques de manufactura per garantir la seva innocuïtat, i prevenir la contaminació de bacteris patògens com Salmonella o Listeria.

### Contaminació microbiològica
A la soja hi ha la possibilitat que hi creixin diferents microorganismes com alguns enterobacteris i anaerobis sulfit-reductors, entre d'altres. Per tant, es important tenir bons controls d'higienització en la manipulació de la soja ja que si no poden patir contaminacions. A més al ambient també hi ha fongs i llevats i, per tant, facilita que hi puguin entrar i contaminar aquests microorganismes  si no es tenen bones pràctiques de conservació i envasat.
S'han de complir els reglaments relatius a criteris microbiològics aplicables a productes alimentaris, per això és que s'ha de passar per un procés d'anàlisi d'unitats formadores de colònies per mililitre (cfu/ml) de diferents microorganismes per assegurar que es segueixen les normatives vigents i els nivells acceptats com dicta la normativa EC núm. 2073/2005, basades en les normes ISO.

### Mètodes de prevenció

#### Bones pràctiques de manufactura (BPM)
La implementació de bones pràctiques durant la manufactura dels aliments es clau per tal d'evitar contaminacions en el tofu i altres aliments. Qualsevol persona implicada en la manipulació  d'aliments (cuiners, operadors, persona treballant en la seva manufacturació, etc.) ha de mantenir un bon control d'higiene. Es imprescindible seguir les normes ISO com per exemple la 22000 (food safety managment standards) i altres normes ISO específiques segons el microorganisme i l'aliment estudiat (ISO 6579 per Salmonella per exemple).
Entre les pràctiques correctes d'higiene hi ha;
- Mantenir una bona higiene personal (no portar joies, maquillatge, perfums entre d'altres).
- No manipular aliments si es pateix de malalties contagioses.
- Tapar-se ferides amb apòsits i utilitzar guants (preferiblement guants de vinil, evitarem el làtex per prevenir al·lèrgies).
- Rentat de mans amb freqüència.
- Utilitzar preferentment paper d'un sol ús per netejar superfícies.
- Mantenir els guants en condicions higièniques i netes en tot moment.

#### Emmagatzemat i conservació dels aliments
Respectar els temps i mesures d'emmagatzematge i conservació del tofu és imprescindible per un bon control d'aquest (evitar contaminacions fent un consum adequat). Mentre no es vulgui consumir cal mantenir-lo en l'envàs original, sense obrir, en el frigorífic. Es important mantenir-lo refrigerat, i per evitar contaminacions és important un cop obert, si no es cuina, canviar de recipient a un hermètic. Un cop cuinat també s'ha de mantenir en nevera. S'ha de consumir abans de la data marcada a l'envàs i seguir les indicacions del fabricant.

## Mites i controvèrsies del tofu

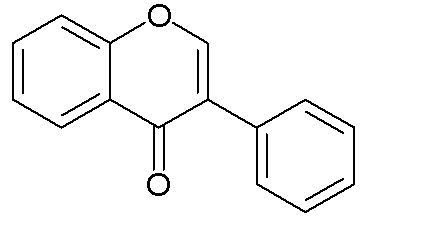
Estructura química de les isoflavones.

El tofu és un aliment tradicional de l’Àsia oriental, on des de fa mil·lennis s’ha consumit. L’augment del consum de tofu i soja en els últims anys a occident com a font de proteïna ha fet que apareguin falses creences sobre aquest. La falta de coneixement va fer que sorgissin dubtes sobre si podria tenir un efecte hormonal o ser cancerigen.
Les isoflavones són un tipus de flavonoide força abundant als productes de soja no processats. Aquests isoflavonoides han estat classificats com a fitoestrògens, molècules anàlogues als estrògens humans, però no tindrien la mateixa funció en l’organisme. El poc coneixement i la relació entre aquests dos compostos ha portat a moltes assumpcions no fonamentades.

### Efectes hormonals
A causa de la similitud estructural de les isoflavones i els estrògens, aquestes tenen certa afinitat pels receptors d’estrògens. Tot i això, s’ha demostrat que les isflavones no disminueixen els nivells d’hormones sexuals, tant en homes com en dones. La controvèrsia venia principalment quan, en la dècada de1940, que es començava a utilitzar la soja per alimentació del ramat, es van detectar problemes de fertilitat en ovelles. Més endavant, en guepards de zoològics de Nord-amèrica que consumien soja, es va veure que també patien problemes de fertilitat. Posteriorment s’ha establert que aquests animals tenen dificultats metabòliques a l’hora de processar les isoflavones, però en el cas dels humans, en diverses metaanàlisis s’ha comprovat que no hi ha problema. 

### Càncer de mama
Aquesta creença que les isoflavones actuen de la mateixa manera que els estrògens humans, va portar a pensar que podrien incrementar el risc de patir càncer de mama, o de causar reincidències en persones que ja n’han patit. Al contrari, hi ha estudis que demostren que les isoflavones podrien tenir un efecte anticancerós i antireincident.

## Impacte ambiental i sostenibilitat
Amb el pas dels anys el tofu ha anat guanyant popularitat arreu del món, principalment pel seu ús com a font de proteïna en dietes vegetarianes i veganes. Aquesta globalització ha comportat un augment en la seva producció i distribució. Moltes vegades, aquesta substitució de la carn pel tofu és causada per raons mediambientals, degut a la seva producció més amigable amb el medi ambient.
L’agricultura ocupa, a nivell mundial, aproximadament la meitat de tot el sòl habitable. Tres quartes parts d'aquest sòl estan ocupades per la ramaderia, resultat de l'espai utilitzat per la pastura dels animals més aquell destinat als cultius per alimentar-los. Això ens aportaria un 18 per cent de les calories totals globals, i un 37 per cent de la proteïna. Per altra banda, el quart de sòl que queda és destinat a cultius per consum humà directe, acumulant la majoria restant de calories i proteïnes.

### Emissions de gasos d'efecte d'hivernacle

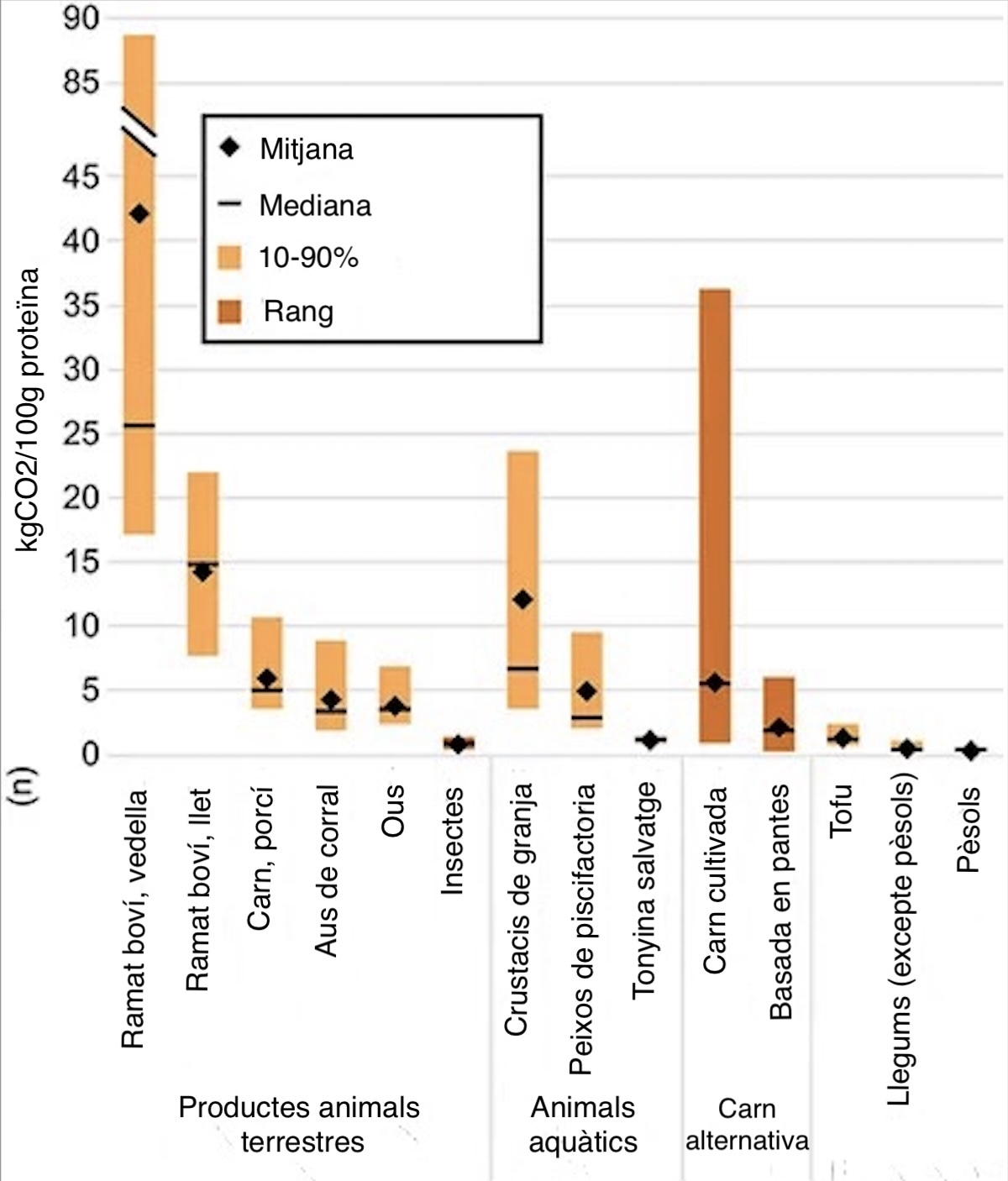
Gràfic comparatiu de les emissions d'efecte hivernacle de diversos aliments, diferenciant els d'origen animal i vegetal

La producció d’aliments suposa un quart de les emissions mundials de gasos amb efecte d'hivernacle. Aquestes emissions poden tenir orígens diversos. El 31 per cent de les emissions alimentàries provenen del bestiar, principalment dels remugants, que produeixen grans quantitats de metà mitjançant les seves digestions. Un 27 per cent és degut a la producció de cultius, tant destinats a consum humà com animal. Un 24 per cent ve de l’ús del sòl, principalment d’aquell ocupat per ramaderia. I el 18 per cent restant prové de totes les activitats relacionades amb el processament, transport, o comercialització, entre d'altres.
En general es veu com els productes d’origen animal, o allò que va destinat al consum de la ramaderia, genera una quantitat força més alta de gasos amb efecte d'hivernacle. Si es compara la producció de tofu amb la de la carn, es comprova que produir 1 kg de tofu emet entre 2 i 3 kg de CO2, mentre que produir 1 kg de vedella emet entre 20 i 60 kg de CO2. En el cas del pollastre, és més reduït, produir-ne 1 kg de carn emet entre 6 i 8 kg de CO2

### Ús de l'aigua
Per produir tofu s’utilitzen, de mitjana, 149 litres d’aigua per quilogram (L/kg) de producte. Altres productes, principalment animals, consumeixen molta més aigua: el formatge consumeix 5.600 L/kg; el ramat boví, per llet, 2.700 L/kg i el porcí, 1800 L/kg.
Tot i aquest consum major per produir els aliments d’origen animal, alguns aliments d’origen vegetal també consumeixen molta aigua, com ara les nous (4.100 L/kg), o l’arròs (2.250 L/kg). De totes maneres, hi ha un biaix entre els productes animals i els vegetals, on els segons tenen un ús de l’aigua, en general, més reduït. Això fa que el consum de tofu com a substitutiu de la carn o altres productes animals, tingui un efecte positiu en el medi ambient.

### Desforestació i ús del sòl
Des de fa un temps, amb l’augment de la popularitat de la soja, els cultius arreu del món han guanyat terreny. En els últims 20 anys, els conreus de soja al Brasil, que comporten un terç de la producció mundial, s’han expandit exponencialment. Habitualment es diu que una de les principals causes de desforestació de l’Amazones és per la producció de soja i productes que en són derivats, principalment atribuïts a dietes vegetarianes.
Tot i això, no tota aquesta soja és destinada per productes de consum humà, com en aquest cas el tofu. Només un 20,1% dels cultius totals de soja són destinats al consum humà directe, mentre que un 77,1% és usat per l’alimentació de bestiar; una petita part de manera directa, i la gran majoria per fer pinso per gallines, porcs, ovelles i altres animals de consum humà.

## Usos culinaris
El tofu és un ingredient molt versàtil i, en existir-ne diferents tipus i varietats, pot utilitzar-se en gran varietat de plats tan salats com dolços, com ara el saltat de verdures i tofu, el tofu tou al vapor acompanyat d'ou centenari laminat, la crème brûlée vegana amb el tofu com a substitut de l'ou, el sushi de tofu, el tofu arrebossat o les hamburgueses de tofu.